# 沈重宇
沈重宇（1900年4月11日—1966年2月6日），又名正新，筆名仲雨，四川省內江縣人，曾任第一屆立法委員。

## 生平[2][3][4][5][6]
- 光緒二十六年（1900年）農歷三月十二日生於四川省內江縣，幼年家境貧寒，母操針織，父作船工，勉可糊口。
- 內江教會小學
- 重慶求精中學，擔任川東學生聯合會的領導人，曾發起“反基督教大同盟”
- 與旅居重慶的朝鮮流亡人士合組“中韓互助社”，曾擔任社長
- 成都私立華西協合大學
- 1924年初，參與創建四川省第一個共產主義組織－中國青年共產黨（YC）建黨工作，為YC重要成員。
- 1926年冬，考入黃埔軍校第六期，并擔任中國國民黨中央軍校特別黨部執行委員。
- 1927年，任湖北全省學生聯合會改組委員會常務委員兼組織部長，後任主席。
- 1928年春，黃埔軍校畢業後，繼續擔任中央軍校特別黨部執行委員，負責黨部日常工作。黃埔同學會南京總會調查科長。
- 1929年，參加中國國民黨中央黨部主辦的“黨員出國留學考試”，被錄取，赴美國留學，歷經華盛頓大學、哈佛大學等四所大學，最後獲哥倫比亞大學法學碩士學位。留美期間，曾任鄒韜奮《生活》週刊駐美特約記者
- 1933年，自美國繞道歐洲回國，到中國國民黨中央黨部報到後，被派去江西廬山，在康澤經辦的“中央陸軍軍官學校特別訓練班”、“國民政府中央軍事委員會委員長南昌行營別動總隊”講學三個月。
- 1935年1月，隨賀國光的“國民政府中央軍事委員會委員長南昌行營駐川參謀團”入川
- 1935年5月，“國民政府中央軍事委員會委員長南昌行營駐川參謀團”改為“國民政府中央軍事委員會委員長重慶行營”，任重慶行營上校秘書兼調查科科長，負責調研川康軍政情況，
- 在重慶行營任職期間，先後兼任“川康甘青邊政研究委員會”常務委員(代行主任委員職務)、“軍政部重慶新兵驗編處”少將處長，“重慶新聞郵電檢查所”代所長等職。
- 1938年下半年，任國立重慶大學總務長兼商學院教授。
- 在國立重慶大學任職期間，應國民革命軍第二十三集團軍總司令唐式遵之邀，擔任該集團軍總部駐渝辦事處少將處長。
- 1941年，離開國立重慶大學，從教育界轉入金融、商業界。7月15日集資開辦長江實業銀行，自任董事長，總行設重慶。
- 1944年冬，返回內江家鄉，閒居了1年。
- 1945年12月，任國民政府軍務局少將高級參謀兼第四科(黨派情報科)科長。
- 1946年10月下旬，改任“國民政府專門委員”，仍留軍務局內辦公。
- 1948年，當選四川省第三選區立法委員（得票263,048票，列第三位）
- 1949年後，歷任了四川省文史研究館研究員、四川省人民政協社會聯繫工作委員會委員、成都市第二屆人民代表大會代表、和平解放臺灣工作委員會委員。
- 1959年，入四川省政治學校學習。
- 1960年，參加四川省志編委會。
- 1966年2月6日，病逝於成都市第二人民醫院，終年六十五歲。

## 立法院出席會期
- 第１屆第１會期: 國防委員會、經濟及資源委員會、財政及金融委員會